# Firehole (rzeka)

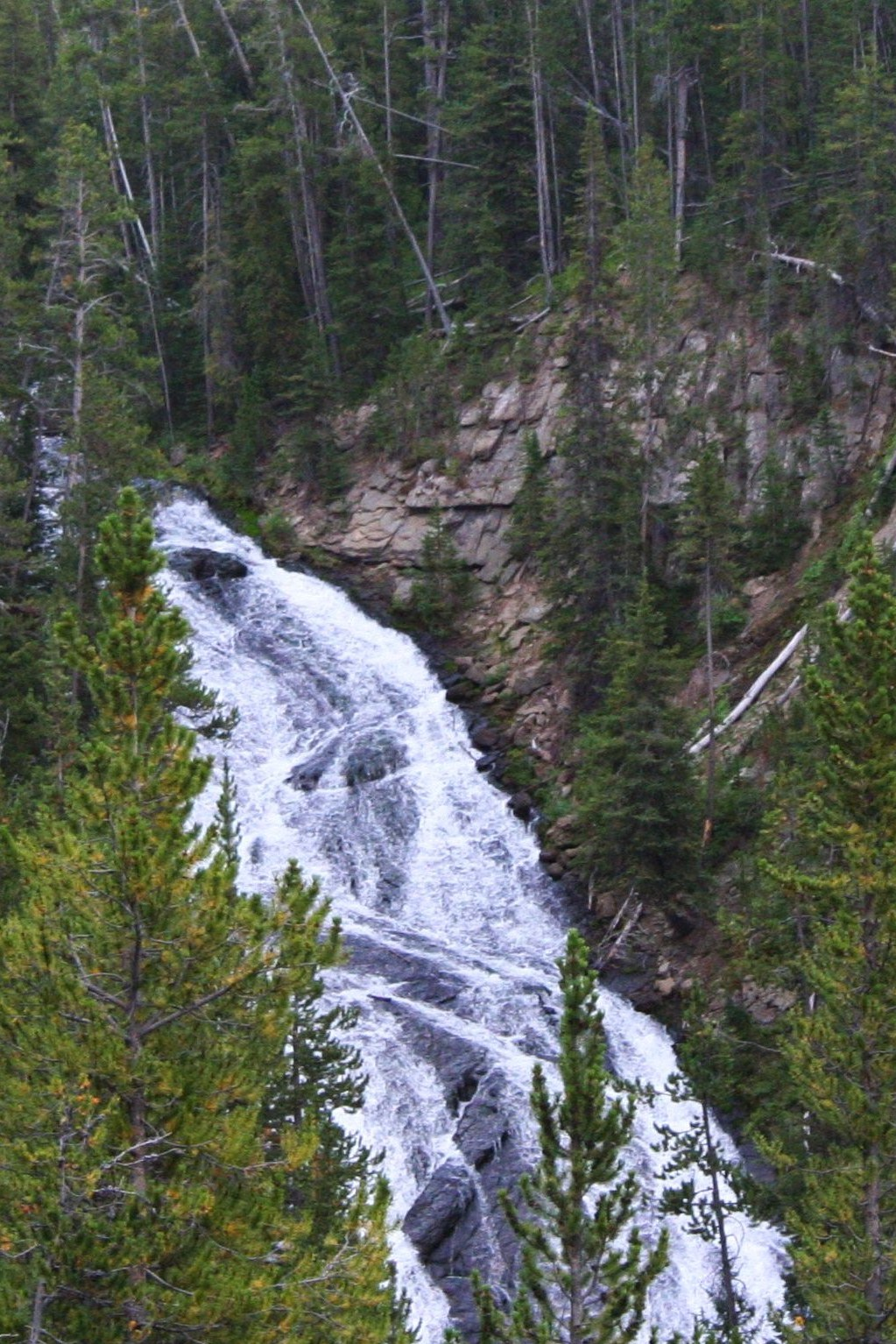
Kaskady Keplera na rzece Firehole

Firehole – rzeka w Parku Narodowym Yellowstone, Wyoming w Stanach Zjednoczonych. Wypływa z jeziora Madison a łączy się 34 km dalej z rzeką Gibbon tworząc rzekę Madison. Przepływa przez bardzo widowiskowe tereny geotermalne parku takie jak Upper Geyser Basin, czy też w pobliżu gejzera Old Faithful oraz źródeł Grand Prismatic Spring.
Rzeka mimo stosunkowo krótkiego biegu tworzy trzy popularne w parku wodospady: Kaskady Keplera (Kepler Cascades), Wodospady Firhole (Firehole Falls) oraz w miejscu gdzie tworzy kanion Kaskady Firehole (the Cascades of the Firehole). Wszystkie można podziwiać z punktów widokowych położonych przy poprowadzonej wzdłuż rzeki jednokierunkowej drodze.

## Temperatura wody
Na początku lat 70. XX wieku cały szereg silnych trzęsień ziemi miał miejsce w pobliżu źródeł rzeki. Zwykle występuje tam około 200 trzęsień rocznie o sile nieprzekraczającej 4,5 w skali Richtera, jednak kilka z nich w tamtym okresie wyniosło nawet 6,5 stopnia. To spowodowało dopływ nowych lub większy dotychczasowych ciepłych źródeł powodując wzrost temperatury wody do około 30 °C latem 1979 roku. Spowodowało to między innymi ucieczkę pstrągów, a szczególnie większych osobników, które maja małą tolerancję na temperaturę. W dalszym ciągu w suche i ciepłe lata temperatura strumienia często przekracza 22 °C.
Głównymi źródłami ciepłej wody są gejzery znajdujące się w rejonie Upper Geyser Basin oraz Grand Prismatic Spring.